# Gintaras Furmanavičius
Gintaras Jonas Furmanavičius (ur. 5 lipca 1961 w Kownie) – litewski inżynier, przedsiębiorca, polityk, w latach 2004–2006 minister spraw wewnętrznych.

## Życiorys
W 1984 ukończył studia inżynierskie w zakresie budownictwa lądowego na Wydziale Budownictwa Kowieńskiego Instytutu Politechnicznego. W 1997 ukończył studia w zakresie przedsiębiorczości i zarządzania na Uniwersytecie Witolda Wielkiego w Kownie.
Od 1984 pracował jako inżynier w przedsiębiorstwie projektowym "Kauno komprojektas". W latach 1991–1992 był dyrektorem handlowym w spółce "Tricon", a od 1992 do 1996 dyrektorem generalnym spółki "Žemprojektas". Od 1997 pracował jako konsultant w Centrum Nauczania Biznesu Uniwersytetu Technicznego w Kownie, a w latach 1998–1999 jako dyrektor ds. marketingu w Centrum Koszykówki Arvydasa Sabonisa. Od 1999 do 2004 pełnił funkcję dyrektora departamentu komunikacji społecznej w spółce telekomunikacyjnej "Lietuvos telekomas".
Działalność polityczną rozpoczął w 2003, przystępując do Partii Pracy. W 2004 kandydował do Sejmu, jednak nie został wybrany. 7 grudnia 2004 otrzymał nominację na stanowisko ministra spraw wewnętrznych w rządzie Algirdasa Brazauskasa. Funkcję tę stracił po wyjściu Partii Pracy z koalicji rządowej i dymisji rządu w lipcu 2006.
Kierował sztabem wyborczym Partii Pracy w wyborach samorządowych w 2007. Jednocześnie został wybrany radnym Rady Miejskiej w Kownie. W lutym 2008 został dyrektorem w spółce "Tecos". W wyborach parlamentarnych w tym samym roku bez powodzenia ubiegał się o mandat poselski z ramienia DP.